# Ифет
Ифет (тур. Iffet) турска је телевизијска серија која се емитовала од 17. септембра 2011. до 24. септембра 2012. године на Стар ТВ.
У Србији, серија се емитовала од 10. октобра 2016. до 24. марта 2017. године на Хепи ТВ, титлована на српски језик.

## Радња
Ифет је млада и лепа девојка која са сестром Нимет и оцем Ахметом живи у сиромашној турској четврти. Заљубљена у таксисту Џемила, са којим је у тајној вези, и сања о дану када ће се удати.
Током свадбе њихових пријатеља, пијани Џемил силује Ифет. Сломљена Ифет покушава да превазиђе трауму, док је Џемил моли за опроштај и обећава да ће је оженити. Џемил не испуњава обећање и жени се другом.
Ифет се заклиње на освету и у тој намери пристаје на брачну понуду коју добија од свог шефа, Али Ихсана Емироглуа.

## Сезоне
| Сезона | Сезона | Број епизода (н) / (и)       | Приказивање у Турској                    | Приказивање у Србији |
| ------ | ------ | ---------------------------- | ---------------------------------------- | --- |
|        | 1      | 35 / 70 (1 — 35) / (1 — 70)  | 17. септембар 2011 — 16. јун 2012. ()    | 10. октобар 2016 — 11. октобар 2016. (Хепи) 17. октобар 2016 — 1. новембар 2016. (Хепи) 5. децембар 2016 — 10. март 2017. (Хепи) |
|        | 2      | 5 / 10 (36 — 40) / (71 — 80) | 27. август 2012 — 24. септембар 2012. () | 13. март 2017 — 24. март 2017. (Хепи)                                                                                            |

## Улоге
| Глумац:              | Улога:             |
| -------------------- | ------------------ |
| Дениз Чакир          | Ифет Килич Оздемир |
| Ибрахим Челикол      | Џемил Оздемир      |
| Махир Гунширај       | Али Ихсан Емироглу |
| Мехмет Чевик         | Ахмет Килич        |
| Мелике Гунер         | Бетул Озгуч        |
| Селим Ердоган        | Ерхан Емироглу     |
| Бурчин Оралоглу      | Ариф               |
| Зухал Олџај          | Дилек Емироглу     |
| Ерџан Јазган         | Осман              |
| Ајше Тунабојлу       | Саиме Килич        |
| Серкан Генч          | Фејаз              |
| Гулден Гунеј         | Серпил             |
| Селен Учер           | Гулин              |
| Левент Унсал         | Емре               |
| Бирсен Дурулу        | Асуман Озгуч       |
| Џенгиз Бајкал        | Салих              |
| Исрафил Косе         | Ерсин              |
| Еџем Озкаја Устундаг | Нил Емироглу       |
| Рафи Емексиз         | Мунав Нуретин      |
| Ајшен Барутчу        | Муневер            |
| Нилбану Енгиндениз   | Кериме             |
| Кан Озтоп            | Балабан            |
| Али Пинар            | Роберто            |
| Есра Ишгузар         | Нимет Килич        |
| Ипек Елбан           | Емине              |
| Ерен Озјалчин        | Али                |
| Озан Чобаноглу       | Нихат              |
| Олџај Јусуфоглу      | Асли               |
| Биназ Авџи           | Семиха             |
| Џерен Гуртекин       | Чичек              |
| Беркехан Тутер       | Мехмет             |
| Булент Алкиш         | Халил              |